# IDA Opel
IDA Opel (Industrija delova automobila - Kikinda) je bio jugoslovenski proizvođač automobila sa sedištem u Kikindi, aktivan od 1977. do 1992. godine. Bavio se proizvodnjom delova za Opelove automobile i njihovim sklapanjem.
Saradnja AD Livnice „Kikinda“ sa Opelom iz SR Nemačke je počela 1969. godine. Livnica je isporučivala odlivke koji su u SR Nemačkoj obrađivani i ugrađivani u automobile marke Opel. Posle osam godina uspešne saradnje, 1977. godine su Livnica iz Kikinde i Dženeral motors iz SAD zaključili Ugovor o zajedničkom ulaganju sredstava za proizvodnju auto delova, na 15 godina u iznosu od 78,5 miliona američkih dolara (51% Livnica iz Kikinde i 49% od strane Dženeral motorsa). Tako je nastala IDA - Industrija delova automobila, koja je predstavljala dobar primer dugogodišnje uspešne saradnje Livnice i Opela . Kako bi se ostvario odnos u izvozu 1:1, Opel je slao u Kikindu sklopljene automobile sa oznakom IDA na maski napred i sa J na zadnjem delu pored imena.
Prva isporuka delova iz dve nove fabrike u Kikindi (Livac i Metalac), bila je u decembru 1979, sa početkom zvanične dugoročne saradnje. Do ekonomskih sankcije SRJ u maju 1992, proizvedeno je 38.700 primeraka Opelovih vozila i veliki broj rezervnih delova u vrednosti od oko 100 miliona nemačkih maraka. Tokom 12 godina, do početka ekonomskih sankcija 1992. godine vrednost kooperacije premašila je 1,3 milijarde maraka. Modeli koji su se proizvodili u IDA Opelu su: Opel omega, Opel senator, Opel askona, Opel astra, a jedno kratko vreme u prodaji pod oznakom IDA bila je i Opel vektra. Opel senator se od redizajna 1983. godine, u Nemačkoj i dalje zvao isto, dok gaje IDA na tržištu Jugoslavije prodavala pod imenom „Kikinda“.

## Literatura
- IDA Opel Kadett[мртва веза], IDA Industrija delova automobila, 1989. (128. str.)